# Hot Wheels: Burnin' Rubber
Hot Wheels: Burnin' Rubber est un jeu vidéo de course développé par Altron et édité par THQ, sorti en 2001 sur Game Boy Advance.

## Accueil
- Jeuxvideo.com : 13/20[1]